# Kecamatan
Kecamatan – jednostka podziału administracyjnego w Indonezji; o szczebel niższa od kabupaten i kota.
Kecamatan obejmuje przeciętnie 20 wiosek administracyjnych, określanych jako desa lub kelurahan. W Sumatrze Zachodniej kecamatany dzielą się na większe niż desa jednostki zwane nagari.